# البنك الإسلامي العربي
البنك الإسلامي العربي (بالإنجليزية: Arab Islamic Bank)‏ ويُختصر AIB هي شركة مساهمة عامة فلسطينية سُجلت في 8 يناير 1995، وباشرت أعمالها في مطلع عام 1996 برأس مال قدره 21 مليون دولار.
يُعد أول بنك يمارس أعماله المصرفية وفق أحكام الشريعة الإسلامية في الأراضي الفلسطينية. للبنك 27 فرعًا ومكتبًا و61 صرافًا آليًا تنتشر في محافظات الضفة الغربية وقطاع غزة، بالإضافة إلى مكتب تمثيلي في إمارة دبي في الإمارات العربية المتحدة، وفرع متنقل حتى نهاية عام 2019. يُرمز للبنك في بورصة فلسطين بـ AIB.
يُساهم بنك فلسطين بنسبة 52.06%، وشركة أسواق للمحافظ الاستثمارية بنسبة 25.57%، وصندوق الاستثمار الفلسطيني، بنسبة 9.49% ومركز روزان الطبي التخصصي لعلاج العقم وأطفال أنابيب بنسبة 2.32%.

## الجوائز
حصل البنك الإسلامي العربي على جائزة أفضل بنك إسلامي في فلسطين في الأعوام 2009، و2010، و2011، و2012، و2016، و2017، و2018، و2019 من مجلة أخبار البنوك الإسلامية. وحصل أيضًا في عام 2017 على جائزة أفضل بنك في فلسطين من مجلة المصرفي. كما حصل في عام 2017 على جائزة البنك الأقوى في فلسطين من اتحاد المصارف العربية.

## وصلات خارجية
- الموقع الرسمي

لم يتم العثور على روابط لمواقع التواصل الاجتماعي.